# Ferdinand Lechevallier
Pour les articles homonymes, voir Lechevallier.
Ferdinand Lechevallier est un homme politique français né le 20 janvier 1840 à Bolbec (Seine-Maritime) et mort le 27 janvier 1905 à Paris.

## Biographie
Manufacturier dans une usine de tissage à Yvetot, il est conseiller municipal de la ville en 1870 puis maire en janvier 1881. Il est membre de la chambre de commerce de Rouen où il défend les intérêts industriels et agricoles de sa région. Il est député de Seine-Maritime de 1881 à 1905, siégeant chez les Républicains progressistes. Il est président et rapporteur de la commission de la comptabilité de 1895 à 1898, et questeur de la Chambre en 1898-1899 et de 1903 à 1905. Il est président fondateur de la Société de prévoyance mutuelle d'Yvetot.
Il meurt au palais Bourbon où il est questeur. Ses obsèques sont célébrées dans l'église Saint-Pierre d'Yvetot,.
Il est le beau-père de Alfred Cerné.

## Sources
- « Ferdinand Lechevallier », dans Adolphe Robert et Gaston Cougny, Dictionnaire des parlementaires français, Edgar Bourloton, 1889-1891 [détail de l’édition]
- Dictionnaire biographique de la Seine-Inférieure, Paris, H. Jouve, coll. « Les Dictionnaires départementaux », 1892 (OCLC 462164806)
- « Ferdinand Lechevallier », dans le Dictionnaire des parlementaires français (1889-1940), sous la direction de Jean Jolly, PUF, 1960 [détail de l’édition]